# 潮风草
潮风草（学名：[Cynanchum ascyrifolium] 错误：{{Lang}}：文本有斜体标记（帮助））是夹竹桃科鹅绒藤属的植物。分布在日本、朝鲜以及中国大陆的辽宁、吉林、山东、河北等地，多生于山坡草地上、疏林下向阳处和沟边，目前尚未由人工引种栽培。

## 别名
尖叶白前（东北植物检索表）；白薇（河北）